# Krefeld Hauptbahnhof
Krefeld Hauptbahnhof – stacja kolejowa w Krefeld, w kraju związkowym Nadrenia Północna-Westfalia, w Niemczech. Zatrzymują się tu jedynie pociągi regionalne, Krefeld jest więc jednym z największych niemieckich miast bez pociągów dalekobieżnych.